# 228省道 (浙江省)
S228省道又称云寿线，是中国浙江省省道之一，原编号52省道。S228省道路线的起点是云和县元和街道,与S328省道相接，至泰顺县城罗阳镇通过友谊桥与福建省原202省道（现235国道）相接，通向寿宁县,故又称云寿线，是景宁畲族自治县和泰顺县重要的对外通道。途经乡镇为云和县云和镇、景宁畲族自治县外舍乡、鹤溪镇、澄照乡、东坑镇、泰顺县竹里畲族乡、司前畲族镇、仙稔乡、罗阳镇。